# El Carmen, Huetamo
El Carmen är en ort i Mexiko.   Den ligger i kommunen Huetamo och delstaten Michoacán de Ocampo, i den södra delen av landet, 220 km väster om huvudstaden Mexico City. El Carmen ligger 318 meter över havet och antalet invånare är 278.
Terrängen runt El Carmen är kuperad åt sydväst, men åt nordost är den platt. Terrängen runt El Carmen sluttar söderut. Runt El Carmen är det ganska glesbefolkat, med 23 invånare per kvadratkilometer. Närmaste större samhälle är Huetamo de Núñez, 10,0 km nordost om El Carmen. I omgivningarna runt El Carmen växer huvudsakligen savannskog.